# Elberfeld
Elberfeld és una antiga ciutat alemanya que des de 1929 forma part de Wuppertal, a l'estat de Rin del Nord-Westfàlia, a la República Federal Alemanya. Aquesta nova ciutat es va crear per la unió de diverses properes a la vall del riu Wupper i va patir una important destrucció durant la Segona Guerra Mundial.
Entre les persones que van néixer en aquesta localitat, llavors ciutat independent, es troben la important artista de la Bauhaus Grete Stern, la qual emigraria a Amèrica durant l'Alemanya Nazi per la seva condició de jueva, el director d'orquestra Hans Knappertsbusch, un dels màxims exponents de la interpretació wagneriana, l'arquitecte i escultor Arno Breker, un dels més prolífics escultors durant l'Alemanya Nacionalsocialista.

## Fills il·lustres
- Eric Eyken (1861-1908) compositor.
- Georg Wilhelm Rauchenecker (1844-1906) violinista, director d'orquestra i compositor.
- Grete Stern (Elberfeld 1904 — Buenos Aires 1999), fotògrafa avantguardista.